# Kanoya
Kanoya (鹿屋市?) è una città giapponese della prefettura di Kagoshima.